# Intetkøn
Intetkøn eller neutrum er et grammatisk køn. I dansk (og svensk og hollandsk) grammatik findes der to køn: fælleskøn (utrum) f.eks. "en hund" og intetkøn eller enkeltkøn (neutrum) f.eks. "et køleskab".
Ord af fælleskøn har den ubestemte artikel "en", mens de af intetkøn har "et". Enkelte navneord har begge grammatiske køn: en/et krystal, en/et katalog, en/et enevælde... Her er artiklen valgfri, men ofte vil valget være dialektbetonet. Naturlige han- og hunkønsord er blevet fælleskøn, med undtagelser: et mandfolk, et fruentimmer, et pigebarn – ellers er intetkønnede ord biologisk kønsneutrale.